# Добротвір
Добрóтвір — селище в Україні, адміністративний центр Добротвірської селищної громади Шептицького району Львівської області. Населення — 6683 особи. Раніше Добротвором називалося село Старий Добротвір.

## Географія
Селище Добротвір розташоване за 55 км від обласного центру та 39 км від районного центру. Межує на півночі з селом Старий Добротвір, на півдні — з селом Перекалки, на заході — з селами Долини, Козаки, Кошаковські, Рогалі, Рокети та Матяші. Відстань до однойменної залізничної станції складає 4 км. 

### Урбаноніми
Кількість елементів інфраструктури в селищі — це 15 вулиць з близько 200 будинками.
Вулиці
- Будівельна
- Володимира Івасюка
- Галицька
- Енергетична
- Леоніда Каденюка
- Івана Мазепи
- Миру
- Надбужна
- Озерна
- Петра Сагайдачного
- Спортивна
- Василя Стуса
- Івана Франка
- Тараса Шевченка
- Шкільна

## Історія
Селище починало забудовуватись разом із Добротвірською тепловою електростанцією 1951 року. Перша турбіна працювала вже через п'ять років. У 2010 році на електростанції працювало 1 633 працівники. Добротвірська теплова станція — найбільше в області електропідприємство, первісток на Західній Україні, 50 відсотків виробленої електроенергії експортується до Польщі понад десять років і дає 60 % бюджету району. 85 % електроенергії виробляється на вугіллі Львівсько-Волинського басейну (Шептицький), для виробництва решти використовується природний газ.

## Населення
За даними всеукраїнського перепису населення 2001 року у селищі мешкало 6683 особи.
Мова
Розподіл населення за рідною мовою за даними перепису 2001 року був наступним:
| українська | 6552 | 98,04 |
| російська  | 111  | 1,65  |
| білоруська | 8    | 0,12  |
| молдовська | 5    | 0,08  |
| польська   | 4    | 0,06  |
| румунська  | 1    | 0,02  |
| інші       | 2    | 0,03  |

## Пам'ятки, визначні місця

### Сакральна архітектура
- Церква Святих Апостолів Петра і Павла;
- Церква Покрови Пресвятої Богородиці.

### Меморіали, пам'ятники
- Погруддя Івану Франку.
- Пам'ятник Героям України.

Пам'ятники в селищі Добротвір
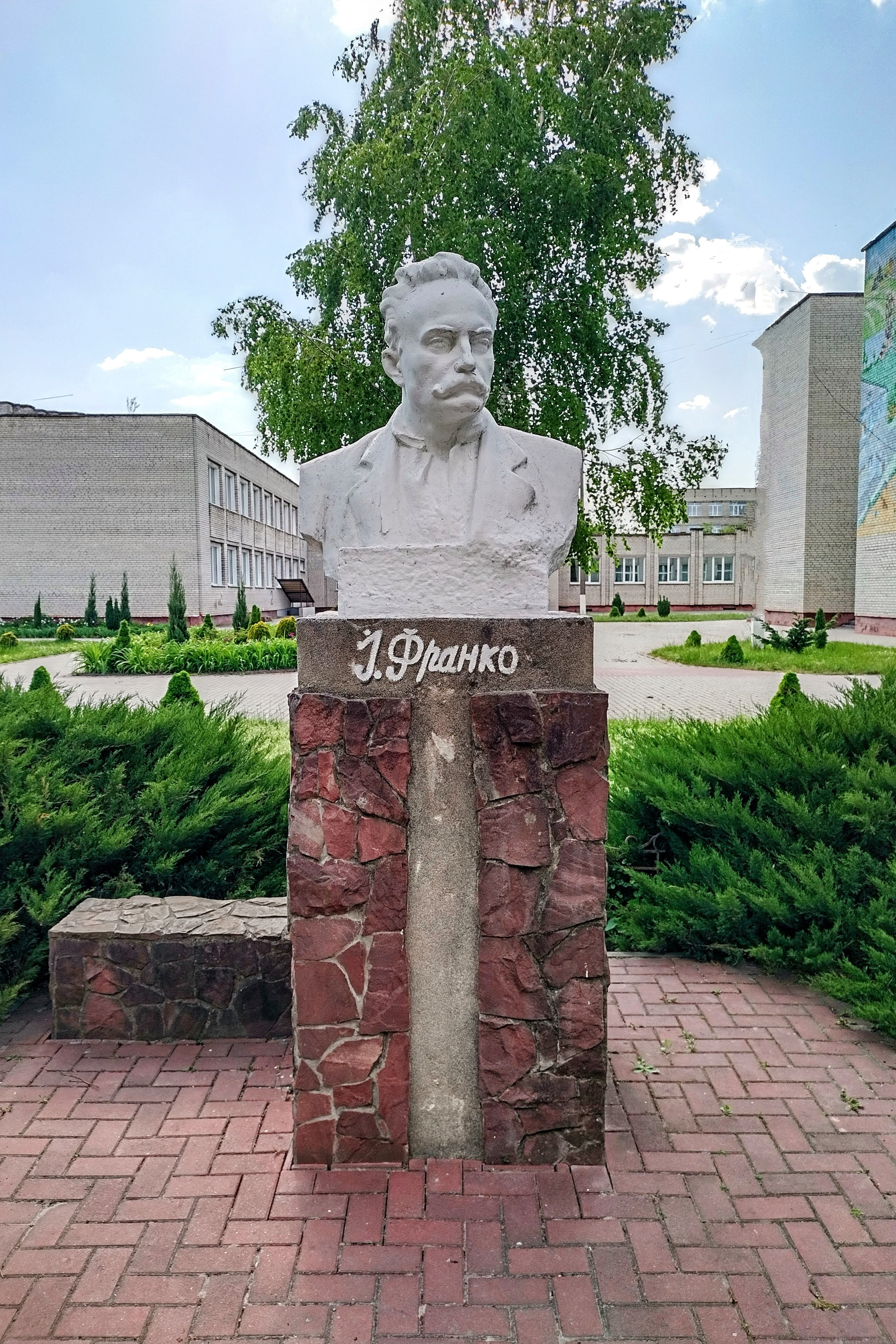
Погруддя Івану Франку
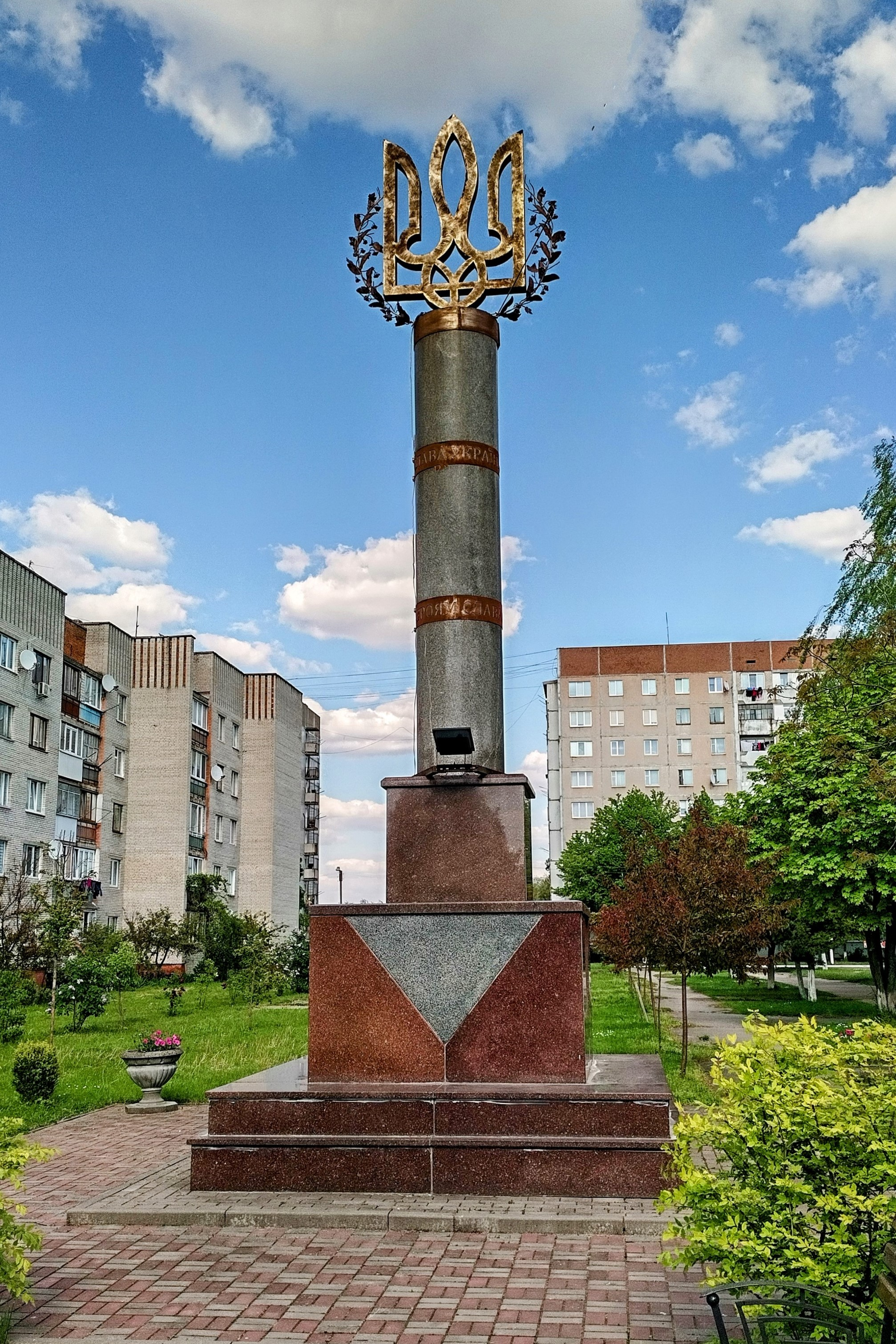
Пам'ятник Героям України

## Інфраструктура
Уся інфраструктура містечка створювалася завдяки фінансовій підтримці керівництва Добротвірської ТЕС. Місцевість, де підводився Добротвір, була аж надто заболочена.
У Добротворі розташована одна з найбільших шкіл області, де навчається понад 1300 учнів. Є ще музична школа, два дитсадки на 300 дітей, Добротвірський професійний ліцей, а також спортивна школа (одна з найсильніших в Україні по байдарках та каное), серед випускників якої — срібний олімпійський призер на байдарках-каное Михайло Сливинський та чимало майстрів спорту.
Селище Добротвір має свій історико-краєзнавчий музей, заново відкритий на вул. Спортивній, 2, яким з перших днів керує історик Йосип Брикайло.
У Добротворі діє бібліотека імені Василя Петраха, яку відкрили 28 квітня 2003 року. Приміщення бібліотеки було збудовано на кошти жертводавця, колишнього мешканця селища Добротвір Василя Петраха. Є Народний дім (Будинок культури), де працює шістнадцять різних гуртків творчості. Двом колективам присвоєно звання «Народний», одному — «Зразковий».
Для зручності місцевих жителів у селищі працює відділення АТ «Ощадбанк».
Улюбленим місцем відпочинку мешканців є Добротвірське водосховище, що на річці Західному Бузі.

## Релігійні споруди

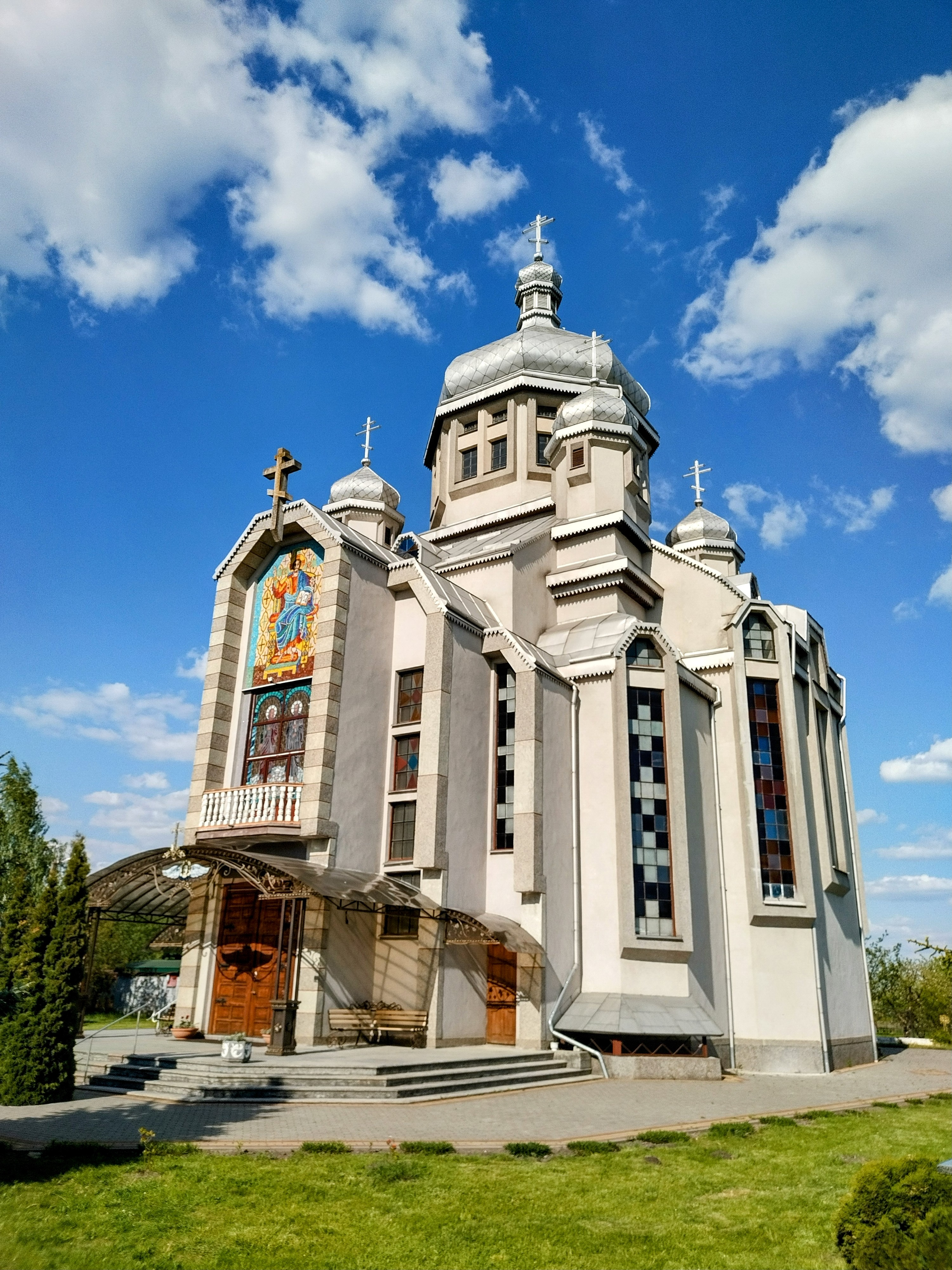
Церква Святих апостолів Петра і Павла

Містечко є багатоконфесійним. Діють церкви:
- Покрови Пресвятої Богородиці УГКЦ;
- Святих апостолів Петра і Павла ПЦУ;
- Дім Молитви (римо-католики доїжджають в село Старий Добротвір, де є діючий костел святого Станіслава та святого Яна з Дуклі).

## Відомі люди
Уродженці селища
- Загасайло Сергій Володимирович — український військовик, сержант Збройних сил України, учасник російсько-української війни.
- Маїк Олег Васильович — український футболіст, нападник «Динамо-2».
- Павлів Йосип Петрович — російський і український письменник.
- Сливинський Михайло Ярославович — радянський, український і польський весляр на каное, дворазовий срібний призер Олімпійських ігор (Сеул, 1988 та Барселона, 1992), багаторазовий чемпіон світу, чемпіон Європи. Заслужений майстер спорту СРСР (1990)[12].
- Сливинський Олексій Ярославович — український весляр на байдарці, чемпіон світу (2003) та багаторазовий медаліст чемпіонатів світу та Європи[12].
- Генріх Стшелецький — польський лісник, один із піонерів лісового господарства в Польщі та один із найвидатніших організаторів польського лісового господарства другої половини XIX століття.